# Борова (Кушвинський міський округ)
Борова́ (рос. Боровая) — присілок у складі Кушвинського міського округу Свердловської області.
Населення — 41 особа (2010, 47 у 2002).
Національний склад станом на 2002 рік: росіяни — 89 %.